# La belva di Düsseldorf
La belva di Düsseldorf (Le Vampire de Düsseldorf) è un film del 1965 diretto da Robert Hossein.
La pellicola, seppure in maniera romanzata, narra le vicende di Peter Kürten, pluriomicida che terrorizzò la Germania tra il 1929 e il 1930, noto nelle cronache come il "vampiro di Düsseldorf".

## Trama
In un paese profondamente segnato da una crisi che ha portato il tasso di disoccupazione e l'inflazione a livelli record, la città di Düsseldorf vive un'ulteriore inquietudine, determinata da una sequenza di omicidi di giovani donne che portano la firma di un maniaco, popolarmente noto come la "belva di Düsseldorf".
La vera identità del maniaco è quella di Peter Kürten, un uomo dai modi garbati, molto ben voluto dalla sua padrona di casa e dai vicini, con i quali è estremamente educato e premuroso.
Di notte però, Peter, sempre mostrandosi elegante ed educato, adesca ragazze che poi uccide barbaramente, come in preda ad un istinto irrefrenabile. Solo di fronte ad Anna, soubrette del frequentatissimo night Eldorado, sembra intimidirsi e placare i suoi istinti, in preda in questo caso ad un sentimento più simile ad un normale innamoramento.
Nell'approcciare contemporaneamente due ragazze, poi uccise in tempi diversi, Kürten si espone eccessivamente e ora è sul punto di decidere se costituirsi o scappare lontano. Ma l'attrazione per Anna lo spinge fatalmente ad avvicinarla di nuovo, ma lei, che pure non sospettava niente e anzi aveva cominciato ad uscirci insieme assecondandone i sentimenti, trova una prova che le fa scoprire l'orribile verità.
Informata la polizia, con questa ordisce una trappola che, però, la belva, con una sortita incendiaria che sorprende tutti, ribalta a suo favore riuscendo ad eludere la cattura e rapendo Anna. Ma la sua avventura romantica non ha più senso e così si prepara ad andare incontro al suo destino.

## Colonna sonora
La canzone La Belle de Nuit che a più riprese è cantata dal personaggio di Anna, in realtà è interpretata da Pia Colombo.